# Terremoto de Sicilia de 1169

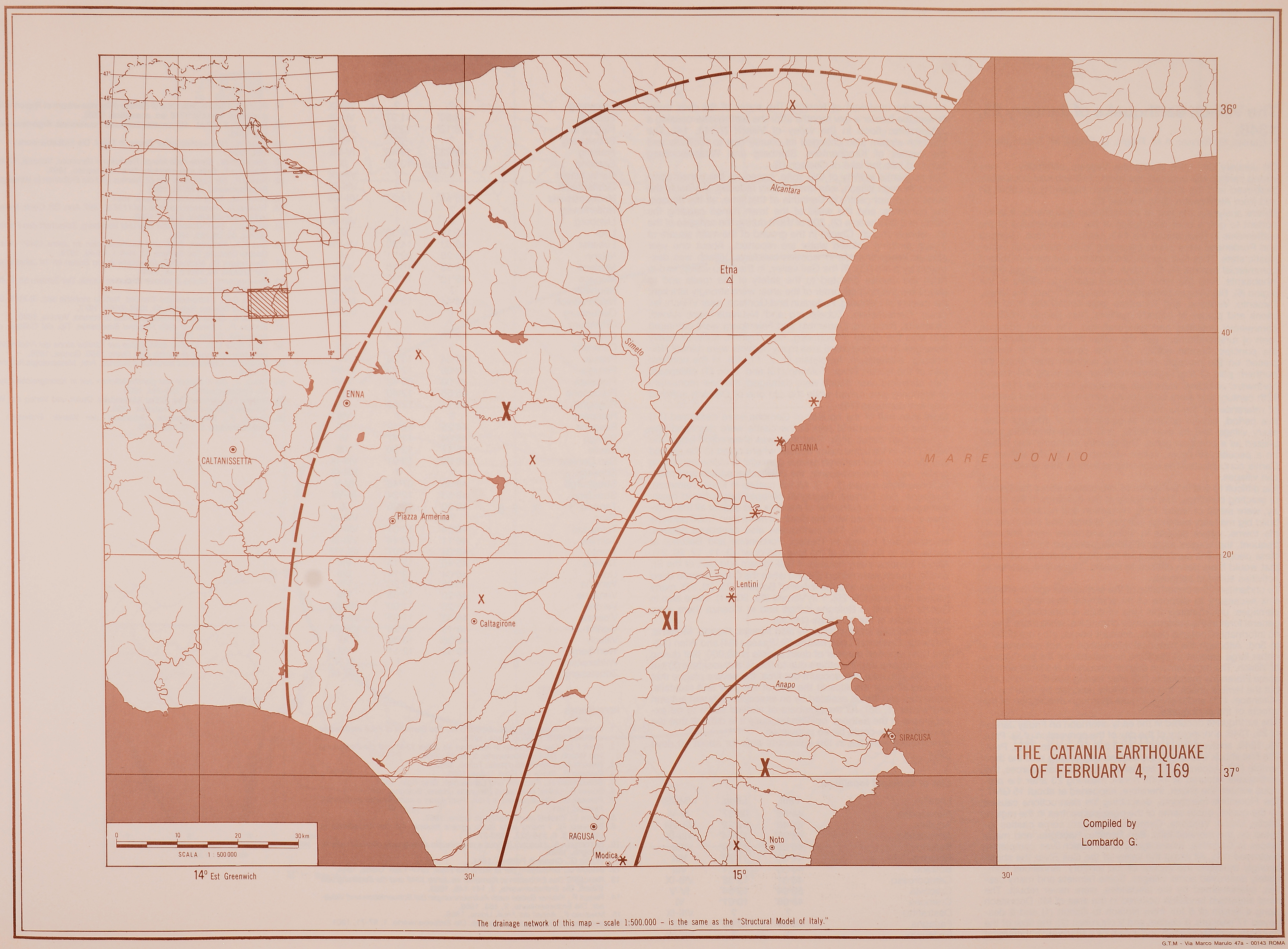
Mapa isosísmico del terremoto

El terremoto de Sicilia de 1169 ocurrió el 4 de febrero de 1169 a las 08:00 hora local en la víspera de la fiesta de Santa Águeda de Sicilia. Tuvo una magnitud estimada de entre 6,4 y 7,3 y una intensidad percibida máxima estimada de X en la escala de intensidad de Mercalli. Las ciudades de Catania, Lentini y Módica sufrieron graves daños y el terremoto también provocó un paleotsunami. En general, se estima que el terremoto causó la muerte de 25 000 personas.

## Entorno tectónico
Sicilia se encuentra en parte del complejo límite convergente donde la placa africana se subduce debajo de la placa euroasiática. Esta zona de subducción es responsable de la formación del estratovolcán Monte Etna. La mayoría de los terremotos dañinos ocurren en la zona del rift Siculo-Calabrian, una zona de fallas extensionales que se extiende por unos 370 kilómetros, formando tres segmentos principales a través de Calabria, a lo largo de la costa este de Sicilia e inmediatamente mar adentro, y finalmente formando el margen sureste de la meseta Hyblean, una plataforma carbonatada en el sureste de Sicilia. Las fallas en el segmento de Calabria fueron responsables de la secuencia de terremotos de Calabria de 1783.
En la parte sur de la costa este de Sicilia, las investigaciones han identificado una serie de fallas activas normales de deslizamiento y buzamiento, con buzamiento hacia el este. La mayoría de estos se encuentran en alta mar, y algunas cuencas de control que contienen grandes espesores de sedimentos cuaternarios. Las dos fallas más grandes, conocidas como fallas maestras occidental y oriental, bordean medios grabens, con un relleno de hasta 700 metros y 800 metros respectivamente. En tierra, se han reconocido dos edades de fallas, una fase anterior con tendencia Noroeste-Sureste y una fase posterior con tendencia SurSuroeste-NorteNoreste que claramente compensa el primer grupo, que incluye la falla de Avola y el sistema de fallas de Rosolini-Ispica.

## Terremoto
La ubicación del epicentro del terremoto es bastante incierta, con diferentes sismólogos dando ubicaciones en alta mar y en tierra; existe una incertidumbre similar con respecto al terremoto de Sicilia de 1693. El área dañada fue similar a la del terremoto de 1693, lo que sugiere que tanto la ubicación como la magnitud fueron similares. Se han estimado intensidades de X para Catania, Lentini y Modica, IX en Siracusa y Piazza Armerina y VIII en Santi Pietro e Paolo y Mesina. El terremoto también se sintió en Calabria con una intensidad máxima de VI en Reggio Calabria.
La magnitud del terremoto ha sido estimada a partir de la información de intensidad y estas estimaciones varían de 6,4 a 7,3 en la escala de magnitud de onda superficial.

## Tsunami
El tsunami afectó a la mayor parte de la costa jónica de Sicilia y provocó inundaciones desde Mesina en el norte hasta la desembocadura del río Simeto en el sur.
Los depósitos de tsunami correlacionados con este terremoto se han encontrado tanto en tierra como en alta mar. También se cree que el tsunami es responsable de mover varias rocas grandes desde el centro de la zona sublitoral hacia la costa entre Augusta y Siracusa.

## Erupción del Etna
Algunos relatos de este terremoto se refieren a una gran erupción del Etna en el momento del terremoto, culpando a la erupción de la mayoría de las muertes en Catania y el tsunami. Sin embargo, la mayoría de los trabajadores posteriores creen que el tsunami fue provocado por el terremoto y que el único efecto en el Etna fue el colapso de parte del cono sobre Taormina, sin una erupción significativa. Al igual que con el terremoto de 1693, el evento de 1169 parece haber seguido después de un período importante de actividad eruptiva. Los cálculos han demostrado que una gran erupción puede aumentar significativamente la tensión en las fallas normales al sureste del volcán.

## Daños
Catania fue destruida casi por completo. La catedral de Catania se derrumbó, matando al obispo Juan de Ajello, 44 de los monjes benedictinos y muchos otros que se apiñaron en el edificio para la fiesta de Santa Águeda. Lentini, Modica, Aci Castello, Sortino y Siracusa también sufrieron graves daños.
En un relato contemporáneo, Hugo Falcandus describió los efectos sobre el manantial Arethusa en Siracusa, que aumentó mucho su caudal y se volvió salado. Cerca de Casale Saraceno, el flujo de otro manantial, conocido como Tais, se detuvo después del terremoto. Dos horas después volvió con mucha más fuerza que antes y tenía el color de la sangre.
Las estimaciones del número de muertos en el terremoto varían, y a menudo se citan 15 000, a veces para el total general y otras solo para Catania. Algunas fuentes dan la estimación más alta de 25 000.

## Secuelas
En el caos que siguió al terremoto, existía la preocupación de que exiliados como Tancredo de Lecce y Roberto de Loritello participaran en una invasión bizantina de la isla. Sin embargo, a estos exiliados descontentos pronto se les permitió regresar y no hubo invasión ni la rebelión que podría haber desencadenado.
Pedro de Blois vio el terremoto como un castigo de Dios a los sicilianos por el exilio de Esteban du Perche y el nombramiento del obispo Juan de Ajello, mediante sobornos, para la sede de Catania, reemplazando a su hermano Guillermo de Blois en el cargo.